# Хосе Мануель Касадо
Хосе Мануель Касадо (ісп. José Manuel Casado, нар. 9 серпня 1986, Севілья) — іспанський футболіст, що грав на позиції захисника, зокрема за «Райо Вальєкано».

## Ігрова кар'єра
Народився 9 серпня 1986 року в Севільї. Вихованець футбольної академії «Барселони».
2006 року повернувся до рідного міста, де дебютував у дорослому футболі виступами за команду «Севілья Атлетіко». З наступного року почав залучатися до складу головної команди «Севільї», за яку майже не грав. Натомість на правах оренди відіграв по сезону за «Рекреатіво» та «Херес».
Влітку 2010 року приєднався до друголігового «Райо Вальєкано», якій допоміг наступного року пробитися до Ла-Ліги, де відіграв за неї ще два сезони. Був стабільним гравцем основного складу, однак 2013 року отримав важку травму коліна.
Все ще відновлюючисть від травми, у вересні 2013 року уклав контракт з «Малагою». Травма та її рецидиви не дозволили гравцеві проявити себе ані в цій команді, ані в наступних. До 2018 року він встиг пограти за «Альмерію», англійський друголіговий «Болтон Вондерерз»,  «Нумансію» та «Рекреатіво» (Уельва), утім у всіх з них, за виключенням останньої, проводив лише по декілька ігор.